# 海安县中医院
海安县中医院，是中华人民共和国江苏省的一所医院，为二级甲等医院，位于海安县海安镇宁海南路29号。

## 规模
海安县中医院总床位200张，日门诊量383人次。